# Enamin
Enamin je nezasićeno jedinjenje proizvedeno reakcijom aldehida ili ketona sa sekundarnim aminom, i naknadnim gubitkom  molekula.
Reč "enamin" je izvedena iz sufiksa en-, hemijske klase alkena, i reči amin. To je analogno sa enolima, koji su funkcionalne grupe koje sadrže alken (en-) i alkohol (-ol).
Ako je jedan od azotnih supstituenata atom vodonika, H, on je tautomerna forma imina. On obično prelazi u imin; mada postoji nekoliko izuzetaka (kao što je anilin). Enaminsko-iminski tautomerizam se može smatrati analognim sa ketolno-enolnim tautomerizmom. U oba slučaja, atom vodonika menja lokaciju između heteroatoma (kiseonika ili azota) i drugog atoma ugljenika.
Enamini su dobri nukleofili i baze.

## Literatura
1. ↑  Clayden, Jonathan (2001). Organic chemistry. Oxford, Oxfordshire: Oxford University Press. ISBN 978-0-19-850346-0.
2. ↑  Housecroft, C. E.; Sharpe, A. G. (2008). Inorganic Chemistry (3. изд.). Prentice Hall. ISBN 978-0-13-175553-6.